# Municipio de Center (condado de Russell)
El municipio de Center (en inglés: Center Township) es un municipio ubicado en el condado de Russell en el estado estadounidense de Kansas. En el año 2010 tenía una población de 221 habitantes y una densidad poblacional de 0,6 personas por km².

## Geografía
El municipio de Center se encuentra ubicado en las coordenadas 38°50′2″N 98°40′30″O / 38.83389, -98.67500. Según la Oficina del Censo de los Estados Unidos, el municipio tiene una superficie total de 367.63 km², de la cual 359,7 km² corresponden a tierra firme y (2,16 %) 7,94 km² es agua.

## Demografía
Según el censo de 2010, había 221 personas residiendo en el municipio de Center. La densidad de población era de 0,6 hab./km². De los 221 habitantes, el municipio de Center estaba compuesto por el 99,1 % blancos, el 0,45 % eran asiáticos, el 0,45 % eran de otras razas. Del total de la población el 0,45 % eran hispanos o latinos de cualquier raza.